# Alte Kirche (Dresden-Klotzsche)

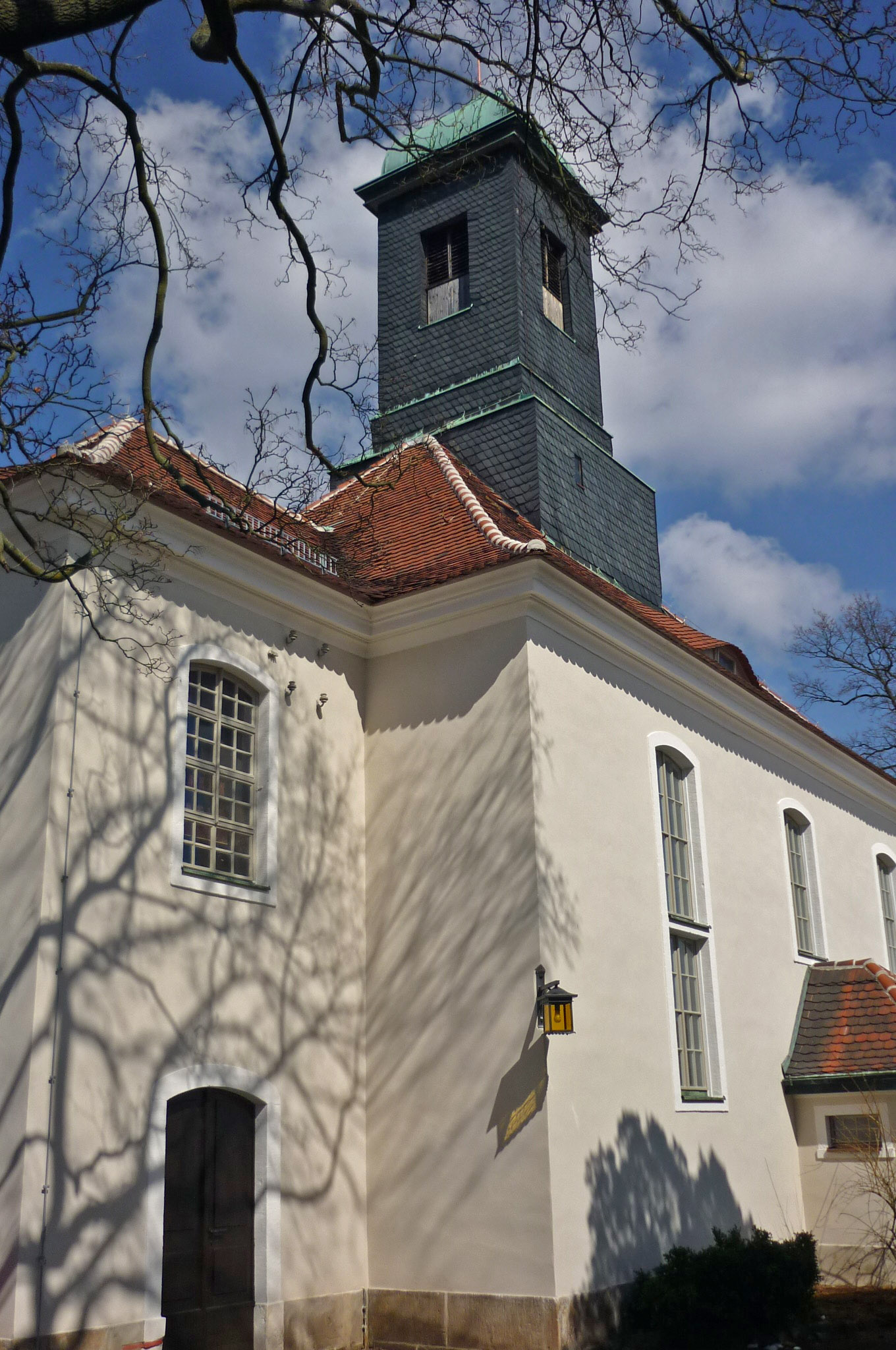
Alte Kirche in Dresden-Klotzsche

Die evangelisch-lutherische Alte Kirche ist ein denkmalgeschützter Sakralbau im Dresdner Stadtteil Klotzsche. Sie entstand von 1810 bis 1811, nachdem der Vorgängerbau 1802 bei einem Brand zerstört worden war. Die Alte Kirche Klotzsche ist die älteste Kirche des Stadtteils.

## Geschichte

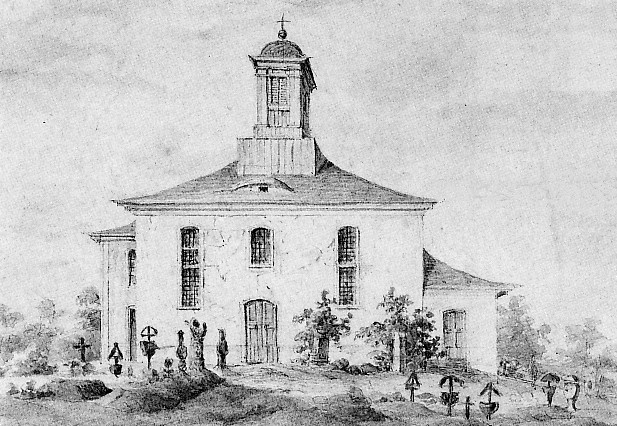
Die Südseite der Alten Kirche mit dem Hauptzugang auf einem Stich vor 1850

Im Jahr 1321 gestattete Bischof Withego II. von Colditz dem Dorf Klotzsche, eine eigene Pfarrkirche zu errichten. Bis dahin hatte es im Dorf nur eine hölzerne Kapelle gegeben – die Klotzscher Einwohner mussten sich zum Gottesdienst in die alte Frauenkirche begeben. Ab 1539 gehörte Klotzsche zu Wilschdorf, wo sich auch der Sitz des Pfarrers befand.
Mehrfach wurden Klotzscher Gebäude bei Bränden zerstört und auch die Kirche erlitt 1729 bei einem Brand Schaden. So wurde der Glockenturm mitsamt den drei Glocken zerstört. Beim großen Dorfbrand 1802 wurde neben 60 Häusern des Dorfes auch die Kirche bis auf die Umfassungsmauern vernichtet. Nur drei hölzerne Figuren des um 1500 geschaffenen Flügelaltars konnten gerettet werden. Das Aussehen der ersten Klotzscher Kirche ist nicht bildlich überliefert.
Der Bau einer neuen Kirche erfolgte von 1810 bis 1811 unter der Leitung des Zimmermanns Georg Samuel Höring. Die Weihe fand am 3. November 1811 in Anwesenheit des Superintendenten Karl Christian Tittmann statt. 1907 erhielt Klotzsche mit der Christuskirche eine zweite Kirche.
1911 erfolgte eine erste Restaurierung der Kirche, die zu der Zeit auch ihre Vorhalle erhielt. Im Inneren wurde von 1961 bis 1965 renoviert, eine weitere äußere Renovierung erfolgte von 1965 bis 1968. Zuletzt wurde die Kirche 2002 innen erneuert und in dem Zuge auch die Luftheizungsanlage verbessert.

## Baubeschreibung

### Äußeres
Die Alte Kirche ist ein verputzter Bruchsteinbau, dessen Kirchenschiff an den Längsseiten je drei Stichbogenfenster hat. Die Kirche schließt mit einem steilen Satteldach ab. Der mittige, massive Dachreiter ist quadratisch und hat ein Kuppeldach; darüber befinden sich Turmkugel und Kreuz. Vermutlich stammt der älteste Kern der Kirche vom ursprünglichen Bau aus dem 14. Jahrhundert.
An das eigentliche Kirchenschiff schließen sich Anbauten an, im Westen der Aufgang zu den Emporen und zum Glockenturm und im Osten hinter dem Altar die Sakristei. Der Haupteingang der Kirche liegt an der Südseite des Kirchenschiffs.

### Inneres

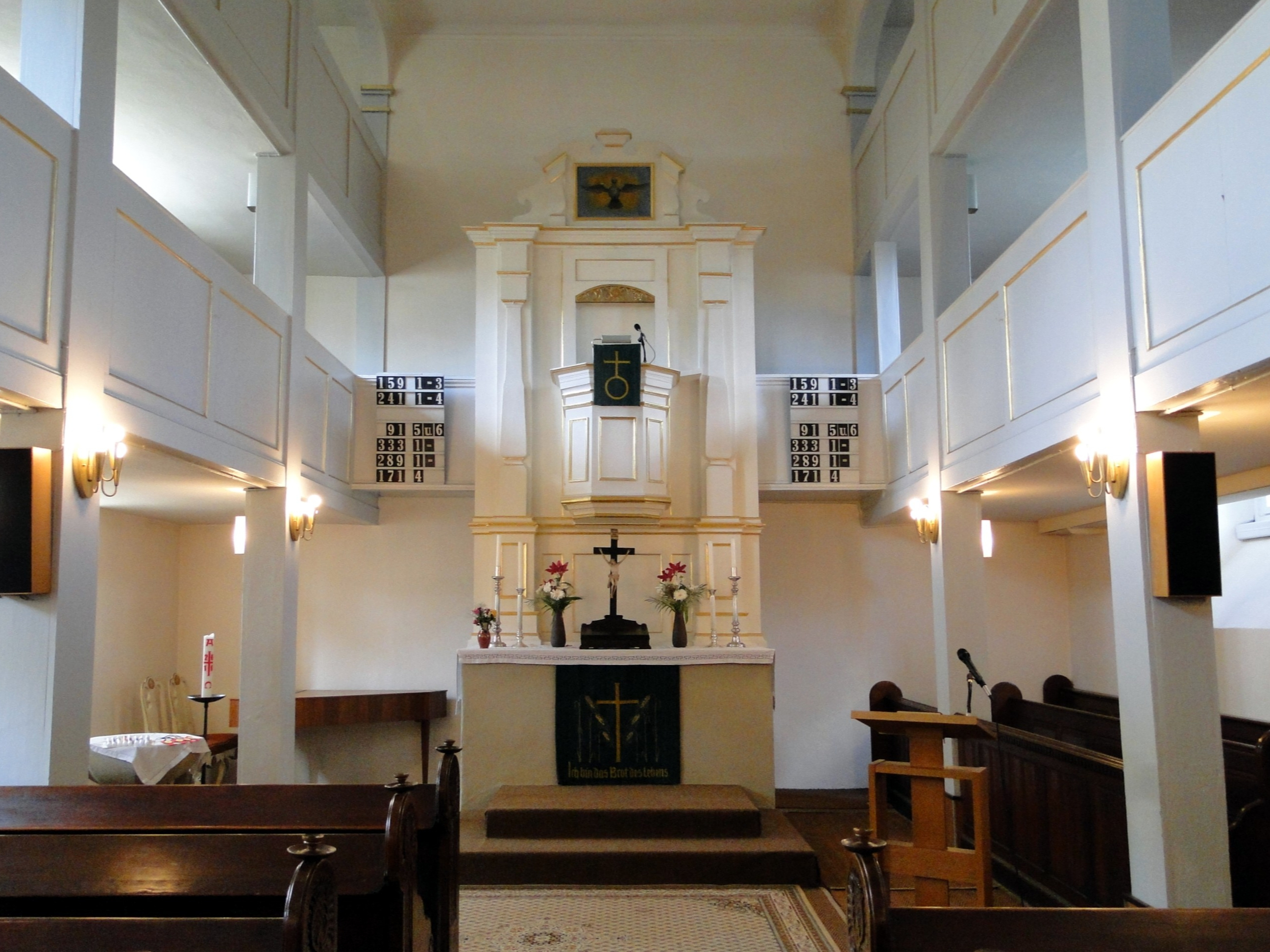
Kanzelaltar der Kirche

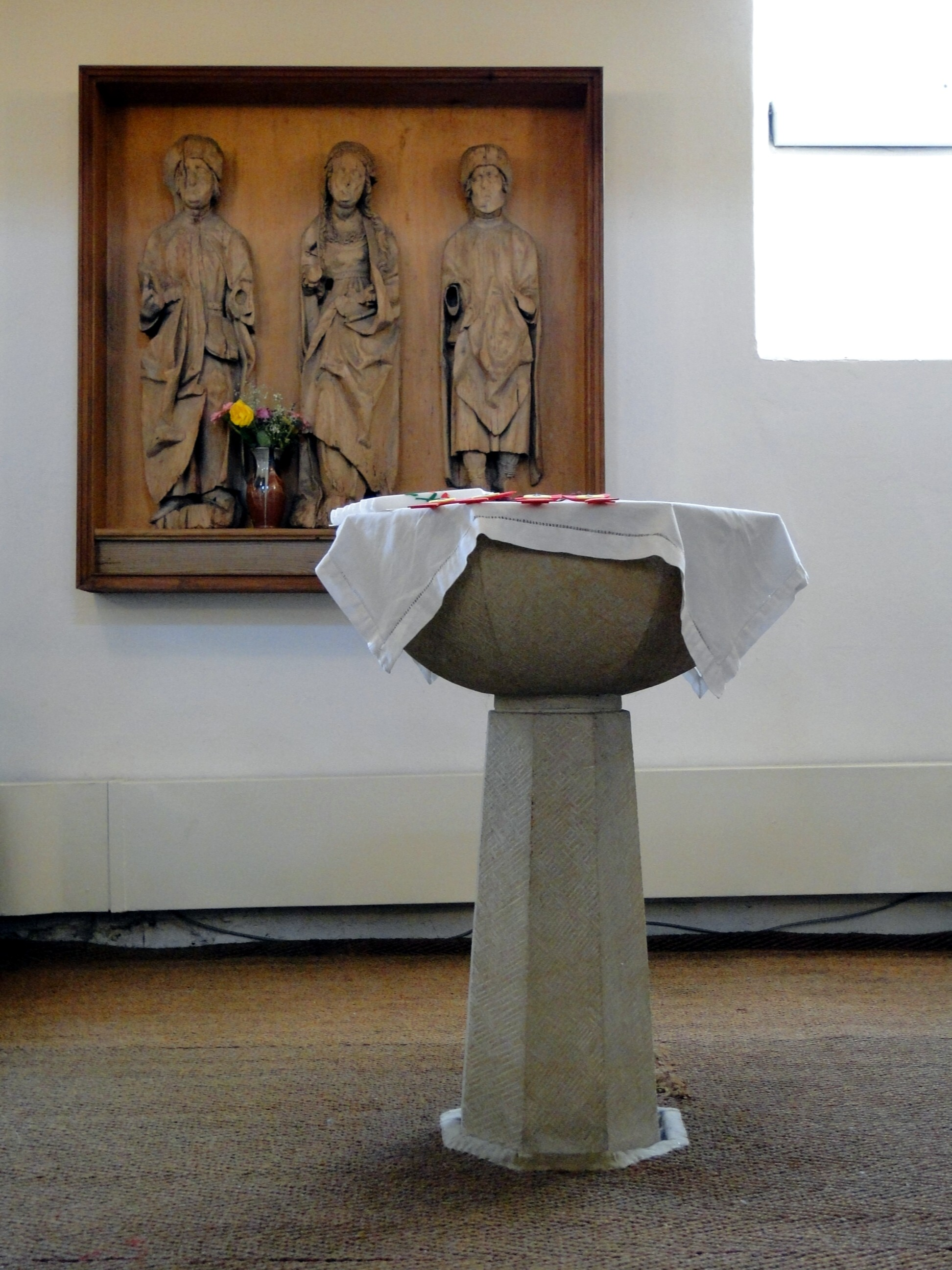
Taufe und Schrein mit hölzernen Altarfiguren

Das Innere der klassizistischen Saalkirche ist schlicht gehalten. Sie ist flach gedeckt; das Schiff wird im Süden, Westen und Norden von schlichten, zweigeschossigen Emporen eingenommen. Insgesamt fasst die Kirche rund 300 Personen. Im Westen befindet sich die Orgelempore, im Osten der „kunstlose“ Kanzelaltar. Er stammt noch aus der Erbauungszeit der Kirche, wurde aus Holz gefertigt und ist in den Farben Weiß-Gold gehalten. Über dem Sockelgeschoss schließen sich seitlich zwei Pilaster an, die die fünfseitige Kanzel begrenzen; den Kanzelaltar schließt ein Giebel ab, zu dem ursprünglich Vasen gehörten.
Das Altarkruzifix aus dunklem Holz ist 96 Zentimeter hoch. An der tief hängenden Christusfigur, die 32 Zentimeter hoch ist, sind die Arme abgebrochen. Der Gekreuzigte, der Kruzifixsockel und der Kreuzestitel bestehen aus Alabaster. Am Fuß des Kreuzes liegt ein Totenschädel. Der Sockel trägt eine Kartusche in Barockform, seitlich sind Spitzquader zu erkennen. Die Rückseite der Fußplatte trägt die Inschrift „F.G.M. 1800“, was möglicherweise nur das Datum einer Restaurierung, nicht jedoch der Herstellung ist. Diese legte Cornelius Gurlitt vorsichtig auf das Ende des 17. Jahrhunderts fest, in anderen Schriften wird die barocke Tradition des Kruzifixes angemerkt.
Im Jahr 1881 erhielt die Kirche eine hölzerne Taufe, die 1960 durch eine Sandsteintaufe ersetzt wurde. Das Kirchengestühl mit Schnitzereien stammt aus der Dresdner Lukaskirche.

### Kirchenschmuck
An der Nordwand der Kirche hängt ein moderner Schrein mit drei hölzernen Heiligenfiguren. Sie stammen von dem Flügelaltar, der 1802 verbrannte, und werden auf die Zeit um 1500 datiert. Die Figuren lagerten nach Wiederweihe der Kirche lange Zeit auf dem Sakristeiboden und sind beschädigt. Es sind zwei männliche Statuen und eine weibliche Figur; alle drei sind knapp über 90 Zentimeter hoch. Die Arme und teilweise auch die Beine sind abgeschlagen und die Gesichter beschädigt. Gurlitt vermutete in beiden männlichen Darstellungen Bischöfe, während die weibliche Figur möglicherweise die Heilige Rosalia darstellt. Die Ausführung lässt Anklänge an die Freiberger Schule erkennen.
In der Vorhalle ist in einer Nische eine Gedenkstätte für die Opfer des Ersten und Zweiten Weltkriegs eingerichtet. Das Metallkreuz schufen die Berliner Kunstschmiede Fritz und Achim Kühn.

## Orgel

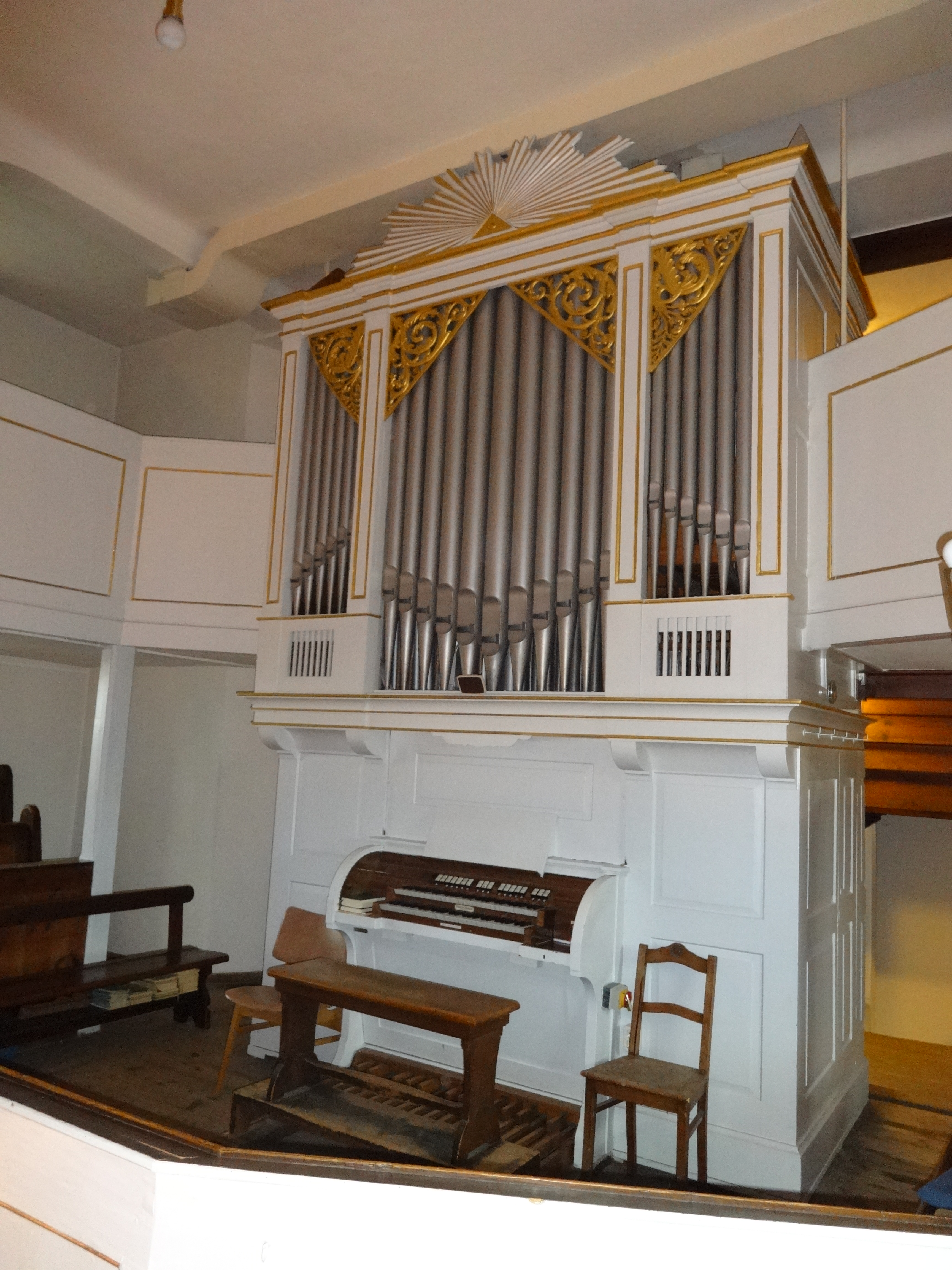
Jehmlich-Orgel der Alten Kirche

In seinem Äußeren ist der Orgelprospekt auf den Kanzelaltar abgestimmt. Er verfügt über geschnitzte und vergoldete Schleierbretter. Der Prospekt wird von einer Gloriole mit einem Gottesauge bekrönt.
Die pneumatische Jehmlich-Orgel aus dem Jahr 1913 wurde von 1988 bis 1989 durch Johannes Schubert von 11 auf 12 Register erweitert, sie hat 1020 Pfeifen.
Disposition:
| I Manual C–a3 |            |    |
| 1.            | Prinzipal  | 8′ |
| 2.            | Gedackt    | 8′ |
| 3.            | Oktave     | 4′ |
| 4.            | Mixtur III |    |

| II Manual C–d3 |                  |       |
| 5.             | Gedackt (Nr. 12) | 8′    |
| 6.             | Salicional       | 8′    |
| 7.             | Flöte            | 4′    |
| 8.             | Quinte           | 2 ⁄3′ |
| 9.             | Prinzipal        | 2′    |
| 10.            | Oktave           | 1′    |

| Pedal C–d1 |              |     |
| 11.        | Subbass      | 16′ |
| 12.        | Gedackt-Bass | 8′  |
| 13.        | Choralbass   | 4′  |

- Koppeln: I/P, II/I.
- Spielhilfen: Tremulant für Salicional

## Glocken
Beim Kirchenbrand 1802 wurden auch die Kirchglocken der Alten Kirche zerstört. 1811 erhielt die Kirche zwei neue Glocken des Dresdner Glockengießers Lamar, die bereits im folgenden Jahr zersprangen. 1834 hatte die Gemeinde genug Geld, um zwei neue Glocken bei Sigismund Schrottel in Dresden in Auftrag zu geben. Die größere hatte einen Maximaldurchmesser von 89 Zentimetern, war 70 Zentimeter hoch und trug am Hals die Inschrift „Gegossen von Sigismund Schrottel Inspector der Königlich Sächsischen Stückgiesserey in Dresden. 1834“. Sie wurde im Zweiten Weltkrieg eingeschmolzen.
Die erhaltene kleine Bronzeglocke von Schrottel aus dem Jahr 1834 hat den Grundton des1. Die zweite, größere Bronzeglocke stammt aus der Glockengießerei Schilling in Apolda, wurde 1962 gegossen und hat den Grundton b1.
| Ordnung       | Grundton | Jahr | Gewicht (kg) | Max.-Durchm. (mm) | Inschrift | Funktion (Auswahl)                                          |
| ------------- | -------- | ---- | ------------ | ----------------- | --- | ----------------------------------------------------------- |
| Große Glocke  | b1       | 1962 | 300          | 78                | „Er ist unser Friede“ | Trauung, Beerdigung, Bußtag                                 |
| Kleine Glocke | des1     | 1834 | 210          | 70                | „Eine feste Burg ist unser Gott“, „Des Herrn Auge sieht auf die, so ihn fürchten“, „Heilig, heilig ist unser Gott, alle Lande sind seiner Ehre voll“ (Glockenkranz) | Tagesgeläut, Kindergottesdienst, Taufe, Trauung, Beerdigung |

## Kirchhof
Die Alte Kirche liegt leicht erhöht inmitten des früheren Straßenangerdorfs Klotzsche. Der Kirchhof wurde um 1321 angelegt und für Bestattungen genutzt. Er ist rund 1500 Quadratmeter groß. Wegen Platzmangels auf dem Kirchhof wurde unweit der Kirche 1883 der zweite, heute alte Klotzscher Friedhof angelegt. Auf dem Kirchhof gibt es keine Bestattungen mehr. Nur wenige Grabsteine sind erhalten. Er ist von einer Syenitmauer umgeben und von zwei Seiten zugänglich. Das kleine Tor zur Hendrichstraße wurde wie das Gedenkkreuz in der Kirche von Fritz und Achim Kühn geschaffen.